# Урупов, Адам Константинович
Ада́м Константи́нович Уру́пов (26 января 1923 д. Шаевка, Могилёвская область, Белорусская ССР — 15 октября 2008, Москва) — советский и российский учёный-геофизик, декан геологического факультета Пермского университета (1961–1962), главный консультант Министра геологии ГДР, руководитель группы советских геофизиков в ГДР (1966–1970), заместитель директора по науке ВНИИ геофизики (1970–1980), основатель научной сейсмической школы в Перми, один из создателей российской школы сейсморазведчиков-нефтяников, заслуженный деятель науки Российской Федерации (1998), заслуженный геолог РСФСР, заслуженный работник Минтопэнерго РФ, почётный разведчик недр, почётный нефтяник. Ветеран Великой Отечественной войны.

## Научная биография
1940–1950 — учёба на геологоразведочном факультете Московского нефтяного института им. И.М. Губкина (с перерывом на ВОВ) по специальности "Геофизика".
С июля 1941 г. по сентябрь 1942 г. он обучался в Московском военно-инженерном училище и Центральных курсах Красной Армии.
С сентября 1942 г. служил командиром взвода, командиром роты 231-го мотоинженерного батальона Брянского и 2-го Прибалтийского фронтов до сентября 1944 г. Был тяжело ранен и контужен при подрыве на мине, когда из четырёх ехавших на машине в живых остался только он.
1950–1953 годы — учёба в аспирантуре кафедры полевой геофизики Московского нефтяного института (научный руководитель — Л. А. Рябинкин) которую закончил с получением степени кандидата геолого-минералогических наук.
Для меня было лестным стать первым (из числа выпускников нашего института) аспирантом Льва Александровича
Одновременно работал старшим инженером-геофизиком треста «Моснефтегеофизика» (1950–1954).
С ноября 1954 г. до апреля 1966 — старший преподаватель, доцент, профессор кафедры геофизических методов поисков и разведки месторождений полезных ископаемых Пермского университета.
В 1961–1962 — декан геологического факультета Пермского университета.
Одновременно работал в тематических партиях треста «Пермнефтегеофизика», по совместительству являясь начальником сейсморазведочной и тематических партий (1954–1966 гг.).
В 1966–1970 — главный консультант министра геологии ГДР по геофизике и руководитель советских геофизиков в ГДР, профессор Фрайбергской горной академии.
В 1970–1980 — заместитель директора ВНИИ геофизики, руководитель лаборатории методики сейсморазведки и объёмной сейсморазведки.
В 1970–1974 читал курс сейсморазведки в Московском геологоразведочном институте.
С 1977 по 2008 г. читал тот же курс в Российском государственном университете нефти и газа им. И. М. Губкина, где с 1980 по 1994 г. являлся заведующим кафедрой, а с 1994 по 2008 г.  — профессором кафедры разведочной геофизики и компьютерных систем.

## Научная деятельность
Основными направлениями научной деятельности А.К. Урупова являются:
- Теоретическое и экспериментальное изучение скоростей распространения сейсмических волн в неоднородных, перспективных в отношении нефтегазоносности, геологических средах. Разработанная им и названная его именем формула определения пластовых скоростей является достижением мировой геофизической науки и имеет повсеместное применение при проведении сейсморазведочных работ.

{\displaystyle V_{m}={\sqrt {\frac {V_{m}^{2*}t_{0m}-V_{m-1}^{2*}t_{0{m-1}}}{t_{0m}-t_{0{m-1}}}}}}
- Разработка теории и методики исследования свойств трещинных коллекторов нефти и газа по проявлениям многофакторной анизотропии физических свойств геологического разреза и технологии раздельного изучения факторов, вызывающих анизотропию.
- Теоретическое обоснование и внедрение оптимальных способов формирования объёмных изображений геологических объектов посредством миграции данных трехмерной (3D) сейсморазведки[2].

А. К. Урупов вырастил в Перми творческую группу исследователей, став основателем пермской научной сейсмической школы. Это направление продолжают развивать в Пермском университете его ученики.
Он является создателем российской школы сейсморазведчиков-нефгяников. В Перми и Москве он подготовил 45 кандидатов и 9 докторов наук, многие из них стали руководителями геофизических предприятий и занимают высокие научные и педагогические должности. Двое из его учеников (А. А. Маловичко и В. И. Богоявленский) впоследствии избраны членами-корреспондентами Российской академии наук..
А. К. Урупов — автор более 200 научных работ, в т. ч. 9 изобретений и 9 монографий, из них несомненным интересом у сейсморазведчиков пользуются «Изучение скоростей в сейсморазведке» и «Определение и интерпретация скоростей в методе отраженных волн» (соавтор А. Н. Левин), а также автор многочисленных учебников и учебных пособий для вузов: «Сейсмические модели и эффективные параметры геологических сред», «Миграционные преобразования данных в нефтегазовой сейсморазведке», «Основы трехмерной сейсморазведки».

## Членство в научных и общественных организациях
- Действительный член Нью-Йоркской академии наук.
- Эксперт СССР по геофизике в ЮНЕСКО.
- Член Экспертного совета ВАК по проблемам нефти и газа.
- Заместитель председателя диссертационного совета при Российском государственном университете нефти и газа им. И. М. Губкина.
- Член специализированных советов по защите докторских диссертаций при ВНИИГеофизики и при Московском государственном университете имени М. В. Ломоносова.

## Награды и звания
- Орден Красной Звезды.
- Орден Отечественной войны I степени.
- Медаль «За боевые заслуги».
- Медаль «За победу над Германией в Великой Отечественной войне 1941—1945 гг.».
- Орден «За заслуги перед Отечеством» (бронза, ГДР).
- Нагрудный знак «За отличные успехи в работе в области высшего образования».
- Заслуженный деятель науки Российской Федерации.
- Заслуженный работник Минтопэнерго РФ.
- Почётный разведчик недр.
- Почётный нефтяник.

## Избранные работы
- Урупов А. К. Изучение скоростей в сейсморазведке. М.: Недра, 1966. 226 с.
- Методические рекомендации по применению сейсморазведки ОГТ / под ред. А. К. Урупова. М.: Изд-во ВНИИГеофизика, 1974. 195 с.
- Урупов А. К., Маловичко A. A. Определение кинематических параметров отраженных волн на основании регулируемого направленного анализа волновых полей / ВИЭМС. М., 1983. 43 с.
- Урупов А. К. Сейсмические модели и эффективные параметры геологических сред / МИНХиГП, М., 1984. Ч. I. 104 с.
- Урупов А. К. Сейсмические модели и эффективные параметры геологических сред / МИНХиГП. М., 1984. Ч. П. 85 с.
- Урупов А.К., Левин А. Н. Определение и интерпретация скоростей в методе отраженных волн. М.: Недра, 1985. 288 с.
- Урупов А. К. Миграционные преобразования данных в нефтегазовой сейсморазведке / МИНГ. М., 1986. 120 с.
- Урупов А. К. Основы трехмерной сейсморазведки. РГУ нефти и газа им. И.М. Губкина. М., 2004. 584 с.